# مقشة

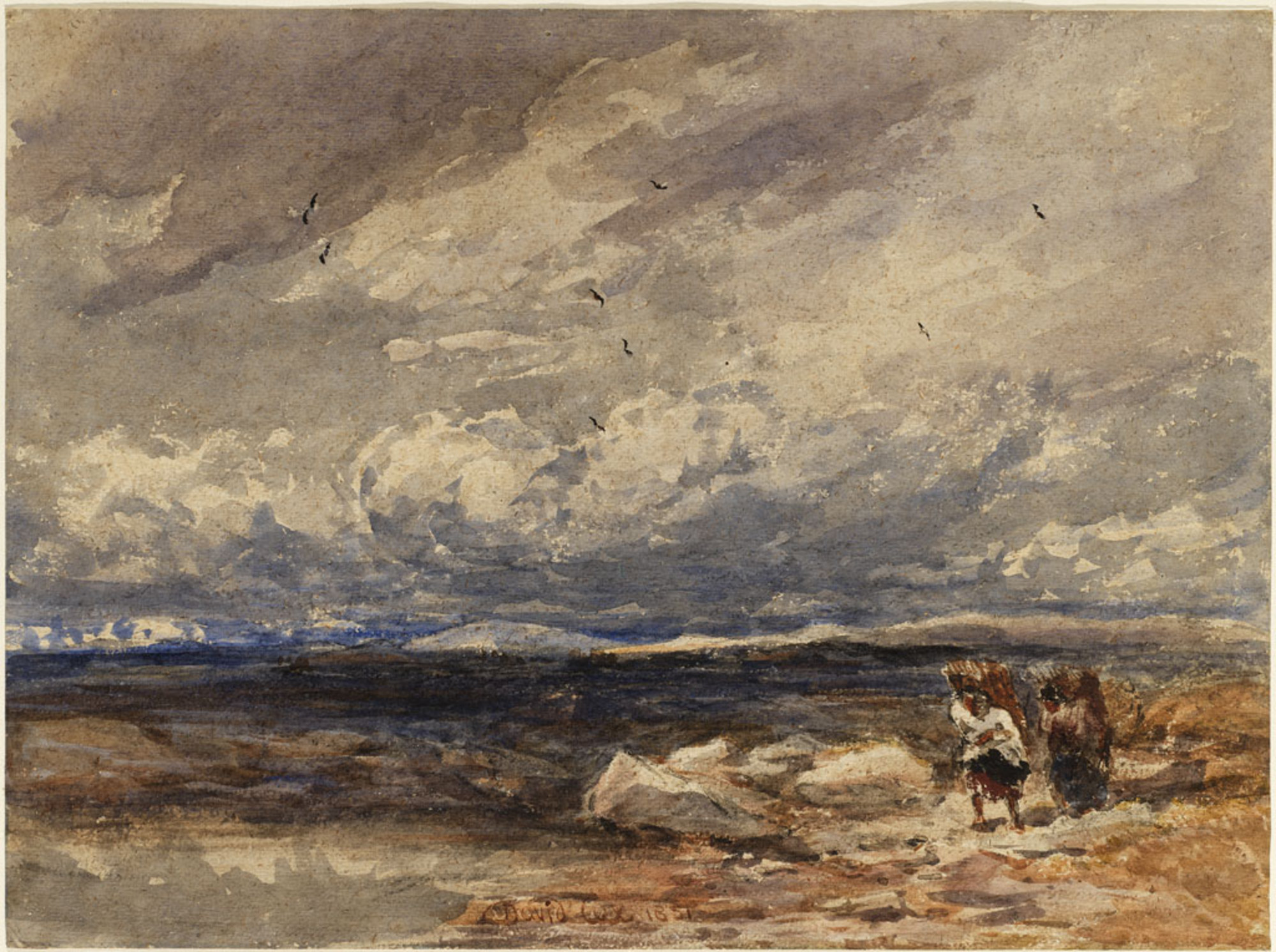
في كارينغتون موس، 1851، يظهر ديفيد كوكس أفرادًا يجمعون المواد لتصنيع المكانس.

المقشة أو مكنسة وهي أداة تستعمل في الأعمال المنزلية لكنس الغبار والأوساخ. (المصطلح يطلق على نوع من المكانس التي تصنع من القش). يمكن أن تكون العيدان المستخدمة من ألياف شجرة جينيستا أو من الخلنج أو ما شابه ذلك من أشجار. في إسكتلندا، لا تزال مكانس مستعملة خاصة في المناطق القريبة على الغابات حيث يتم تكديسها وتجهيزها لتسريع الاستجابة عندما تتفشى الحرائق.

## وصف
يتم صنع المكانس، بحيث تكون المكنسة متجمعة حول عامود كمركز لها، ولذلك فان شعيرات المكنسة تكون متجمعة بشكل اقرب للدائري (محيطة بالعامود من كل جانب) بدلاً من أن تكون مسطحة. ويتم تصنيع الشعيرات من العديد من المواد مثلاً من: القش أو الأعشاب أو الأغصان.
قديماً تم صنع العامود أو مقبض المقشة من خشب البندق أما الشعيرات من أغصان البتولا. أما حديثاً فتستخدم روابط من الأسلاك والخيوط (قديما من اغصان مرنة)، ويتم تثبيت الرأس بمسمار فولاذي بدلاً من الوتد الخشبي.

## المكانس والمراهم الطائرة في السحر في أوئل العصر الحديث

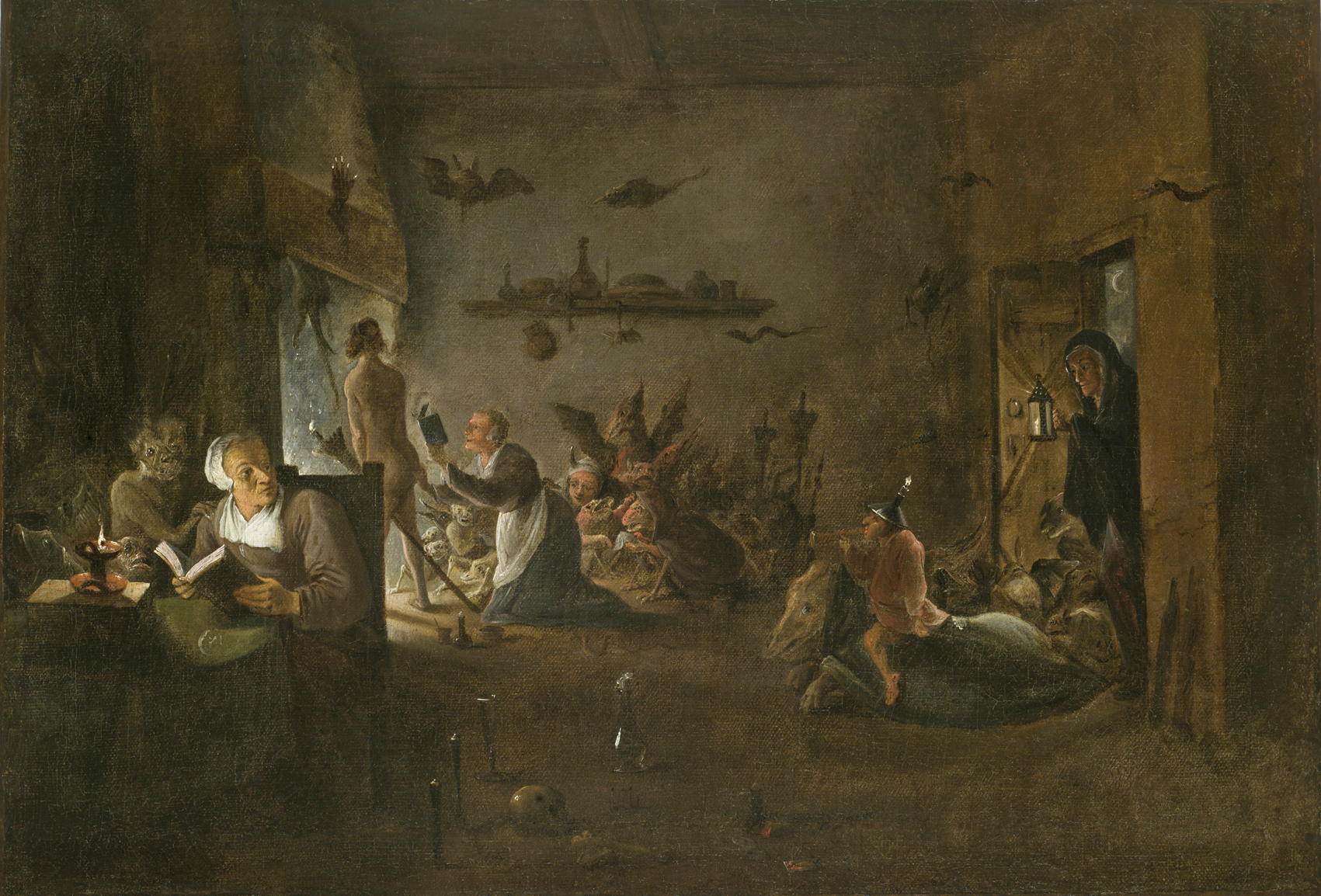
التحضير لسبت الساحرات بقلم ديفيد تينيرز الأصغر. لاحظ على اليسار ساحرة قديمة تقرأ من جريمويري أثناء الدهن بالزيت لساحرة شابة عارية، على وشك الطيران إلى يوم السبت على مكنسة مقلوبة مع شمعة مضاءة متصلة بأغصانها (شعيراتها). لاحظ أيضًا القارورة المغطاة، والفخار مع الوعاء الصغير مع ملعقة بارزة بالقرب من القدم الخلفية للساحرة الصغيرة.

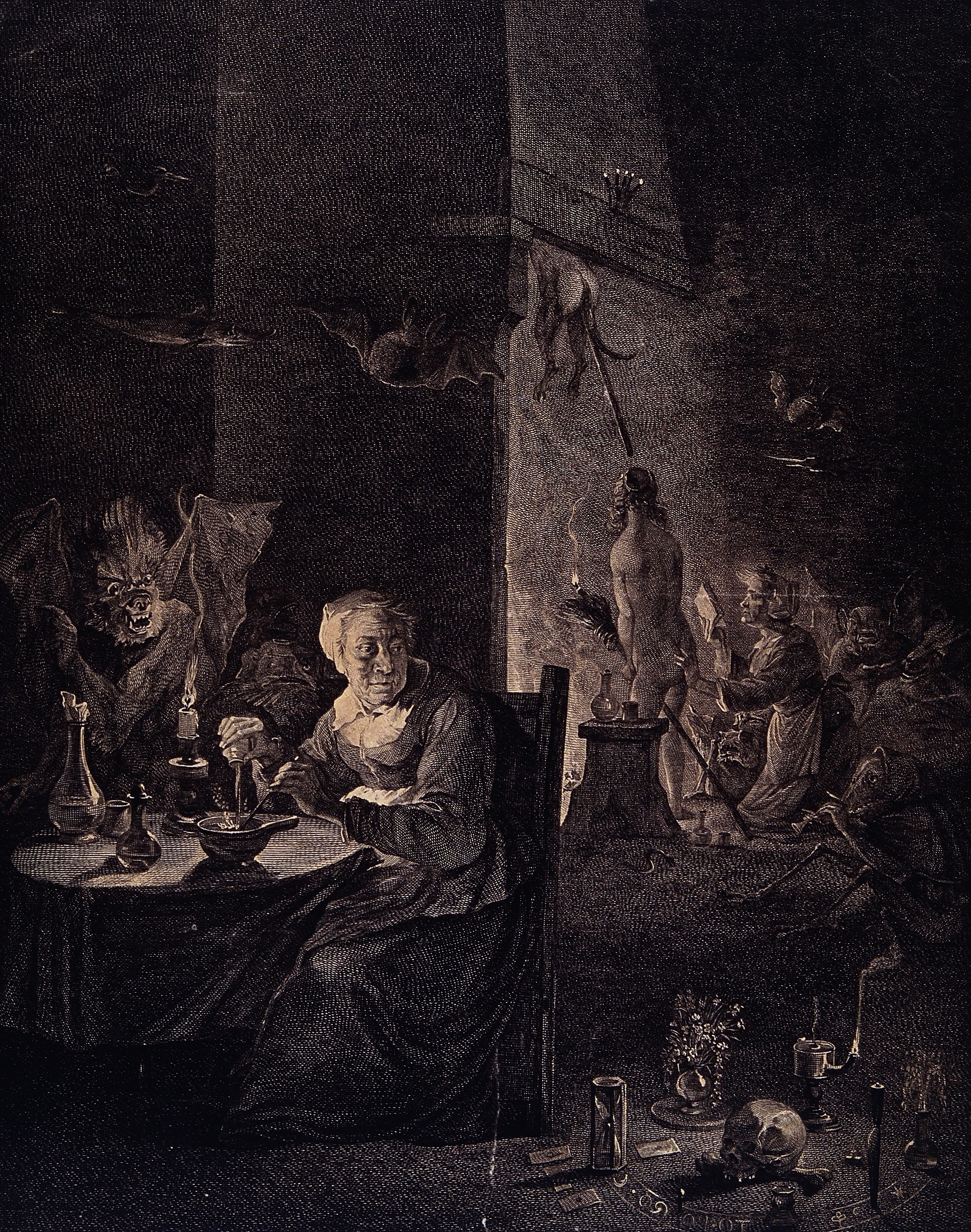
التحضير لسبت الساحرات تفاصيل نقش بواسطة J. Aliame استنادًا إلى لوحة تينيرز الأصغر أعلاه. لاحظ (أكثر وضوحًا في هذه النسخة من النسخة الأصلية) أن الساحرة أمام الساحرة الشابة التي يتم مسحها لا تطير لأعلى فحسب بل تتحول أيضًا إلى شكل ذئب (مستئذب) أو كلب.

لقد وصل إلى وقتنا بعض من الوصفات المختلفة التي استعملت لتصنيع «المراهم الطائرة» من أوائل العصر الحديث، ولوحظ أن بعض من مكوناتها ذات خصائص مهلوسة ولديها القابلية للذوبان في الدهون، أي يعني أنه يمكن أن تدخل على الجسم عند دهنها على الجلد. فسر بعض الباحثين بأن الصورة النمطية للساحرة وهي «تطير» فوق عصا المكنسة، قد تكون مستمدة من التقاليد المتعلقة باستخدام النساء لأعواد المكانس أو العصي بشكل عام، لدهن المراهم العقلية على الغشاء المخاطي المهبلي أو الشرجي.
المكونات الفعالة في هذه المراهم الطائرة هي نباتات من فصيلة الباذنجانية يذكر منها: الأكثر شيوعًا Atropa belladonna (الباذنجان القاتل أو ست الحسن) والبنج الأسود Hyoscyamus niger (henbane)، التي تنتمي إلى قبيلة التروبان القلوية الغنية بالهيوسيامين Hyoscyameae (مركب سام، ومخدر خفيف للالام).
تشمل المكونات الأخرى التي تحتوي على التروبان، وهي كلها نبات من الفصيلة الباذنجانية الشهير نبات البيروح الطبي أو تفاح المجانين وسكوبوليا الأوروبية والداتورة، Thornapple.
كل هذه المكونات (قلويدات الأتروبين، هيوسيامين وسكوبولامين) الموجودة في هذه النباتات من الفصيلة البانجية هي مهلوسات لدرجة الهذيان وشديدة السمية، وهي قابلة للذوبان في الدهون وقابلة للامتصاص من خلال الجلد البشري. من المكونات الأخرى التي يتم ذكرها بشكل متكرر في العديد من وصفات مرهم الطيران هو نوع بيش (خانق الذئب) وهو الأكثر سمية.

## في ديانة الويكا
المقشة هي أداة مستخدمة في الويكا (ديانة) لتطهير وتنظيف المكان الذي ستُستخدم في الطقوس. مقشة الويكا التقليدية هو عصا من الرماد بشعيرات مصنوعة من أغصان البتولا.، التي يتم ربطها حول العصا باستخدام قطع رقيقة من خشب الصفصاف. يتم استخدامه لتطهير منطقة الطقوس قبل صب الدائرة السحرية (دائرة يعتقد السحرة انها مكان مقدس يحتوي على طاقة كبيرة تحميهم).
وحسب الطقوس، فإن المقشة لا تلامس الأرض عادة، فهي تستخدم «لإزالة» الطاقات السلبية في الغرفة، وغالبًا ما يتم تعليقها على ارتفاع بضع بوصات فوق الأرض للقيام بذلك.
كأداة، عادة ما يُنظر إلى المقشة على أنها ذكورية بسبب شكلها القضيبي ورمزيتها. ومع ذلك، فإن مكوناتها ذات توجه ذكوري وأنثوي. المقبض، عصا الرماد، ذكوري في الطبيعة بينما يُعتقد أن البتولا المستخدم للشعيرات ذات رمز أنثوي. ويُعتقد أن الجنيات مرتبطة مع المقشات.
وكما تعد المقشة جزءًا مهمًا من طقوس صيام اليد (زواج بشكل غير رسمي، أو خطبة) في ديانة الويكا في بعض التقاليد. حيث يقفز الزوجان فوق المقشة خلال الحفل. وفي تقاليد أخرى، قد يقفزان فوق نار صغيرة.
وفقًا لملاحظة في ترجمة MacGregor Mathers لأبراملين، قيل إن السحرة الراكبين على أعواد المكنس يقفزون حول الحقول أثناء فترة الهلوسة جراء دهن «المرهم الطائر»، باعتقادهم بهذا التصرف، انهم «يعلمون المحاصيل مدى الارتفاع الذي يجب أن يصلوا إليه عند النمو»، هذه الهلوسة جعلتهم يعتقدون أنهم قطعوا مسافات طويلة.[مصدر طبي غير موثوق به؟]  والجدير بالإنتباه انه لم يتم دعم هذا التفسير (في مجمله) من قبل معظم المصادر الحديثة المبكرة، والتي تصف عمومًا التجربة التي تسببها «المراهم الطائرة» على أنها واحدة من الغيبويات الطويلة التي تشبه الموت، حيث الطيران بنشوة والرقص بشكل جامح وداور يوم السبت التي يمكن عيشها في الأحلام فقط، لأن جسد الساحرة يبقى غير متحرك، أي غير قادر على الرقص بشكل حقيقي، (- انظر، على سبيل المثال، حسابات Magia Naturalis لـ جيامباتيستا ديلا بورتا).

## روابط خارجية
- Chisholm, Hugh, ed. (1911). "Encyclopædia Britannica". Encyclopædia Britannica (بالإنجليزية) (11th ed.). Cambridge University Press.